# Sitio Histórico Nacional de Andersonville
El Sitio Histórico Nacional de Andersonville (en inglés: Andersonville National Historic Site), también denominado como el antiguo Campo de Sumter (en alusión al Condado de Sumter) o Prisión de Andersonville, fue un campo de concentración confederado para prisioneros de guerra del Ejército de la Unión activo durante la Guerra de Secesión. Está situado cerca de la ciudad estadounidense de Andersonville, Georgia. La mayor parte del sitio se encuentra en el suroeste del Condado de Macon, situado en el lado este de la ciudad de Andersonville. Así como la antigua prisión, el sitio también contiene el Cementerio Nacional de Andersonville y el Museo Nacional de los prisioneros de guerra.
De los aproximadamente 45.000 prisioneros de la Unión encarcelados en el Campo de Sumter durante la guerra, casi 13.000 murieron de hambre, desnutrición, diarrea o enfermedades infecciosas.

## Condiciones
Un preso describió su entrada en el campo de prisioneros:

Al entrar al lugar, los ojos nos ofrecieron un espectáculo que casi nos congeló la sangre de horror, e hizo a nuestros corazones caer con nosotros. De formas que alguna vez fueron activas y erectas de fornidos hombres, ahora no había nada más que meros esqueletos andantes, cubiertos de suciedad y bichos. Muchos de nuestros hombres, en el calor y la intensidad de su sentimiento, exclamaron con vehemencia: ¿Puede ser esto el infierno? ¡Dios nos proteja! y todos pensamos que sólo Él podía sacarlos con vida de tan terrible lugar. En el centro de todo había un pantano, que ocupaba unas tres o cuatro hectáreas de los límites estrechos, y una parte de este lugar pantanoso había sido utilizado por los presos como lavadero, con los excrementos que cubrían el suelo, el olor que surgía era sofocante. El terreno asignado para nosotros estaba cerca del borde de este punto, y cómo íbamos a tener el clima caliente del verano, en medio de un entorno tan hostil, era lo que queríamos pensar en ese momento.

## El lugar tras el cierre
La prisión cerró en mayo de 1865.
Después de la guerra Henry Wirz, comandante de la dirección interior en el Campo de Sumter, fue juzgado por un tribunal militar por cargos de conspiración y asesinato. Wirz fue declarado culpable y condenado a muerte, y el 10 de noviembre de 1865, fue ahorcado. Wirz era el único oficial confederado que fue juzgado y condenado por crímenes de guerra como resultado de la Guerra de Secesión. La revelación de los sufrimientos de los presos fue uno de los factores determinantes para la opinión pública en el Norte respecto al Sur después del final de la Guerra de Secesión.
En 1890 el Gran Ejército de la República, Departamento de Georgia, compró el sitio de la prisión de Andersonville a través de la membresía y suscripciones. En 1910 el sitio fue donado al gobierno federal por el Woman's Relief Corps. En 1998 se abrió el museo de los prisioneros de guerra, con documentos, fotografías y vídeos que actualmente forman parte del parque histórico.

## Cementerio
El cementerio es el lugar de descanso final para los prisioneros de la Unión, que murieron durante su detención en el campo de Sumter / Andersonville como prisioneros de guerra. Contiene 13.714 tumbas, de las cuales 921 están marcadas como "desconocido".

## Galería

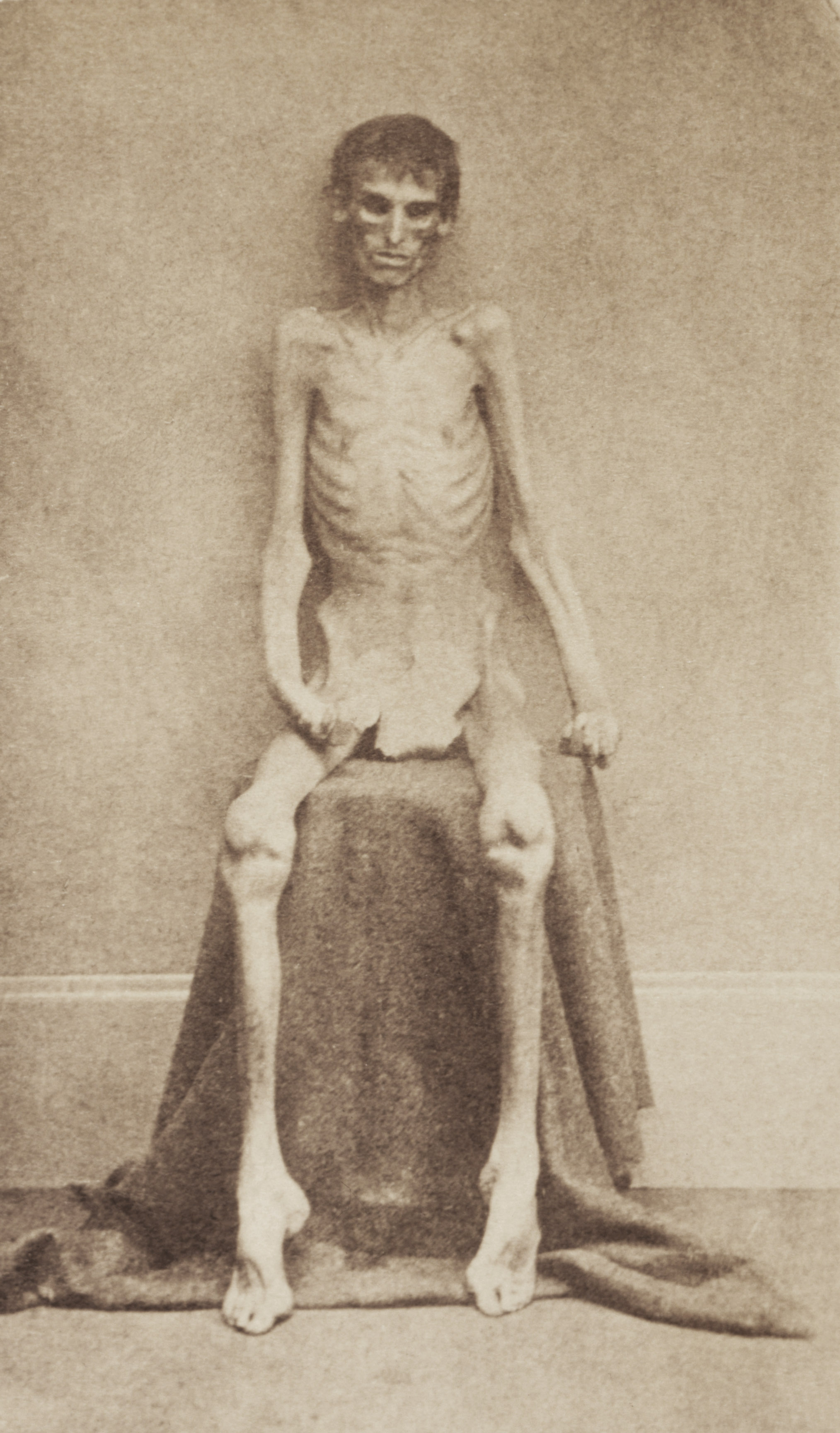
Aspecto de uno de los prisioneros del campo tras su liberación.
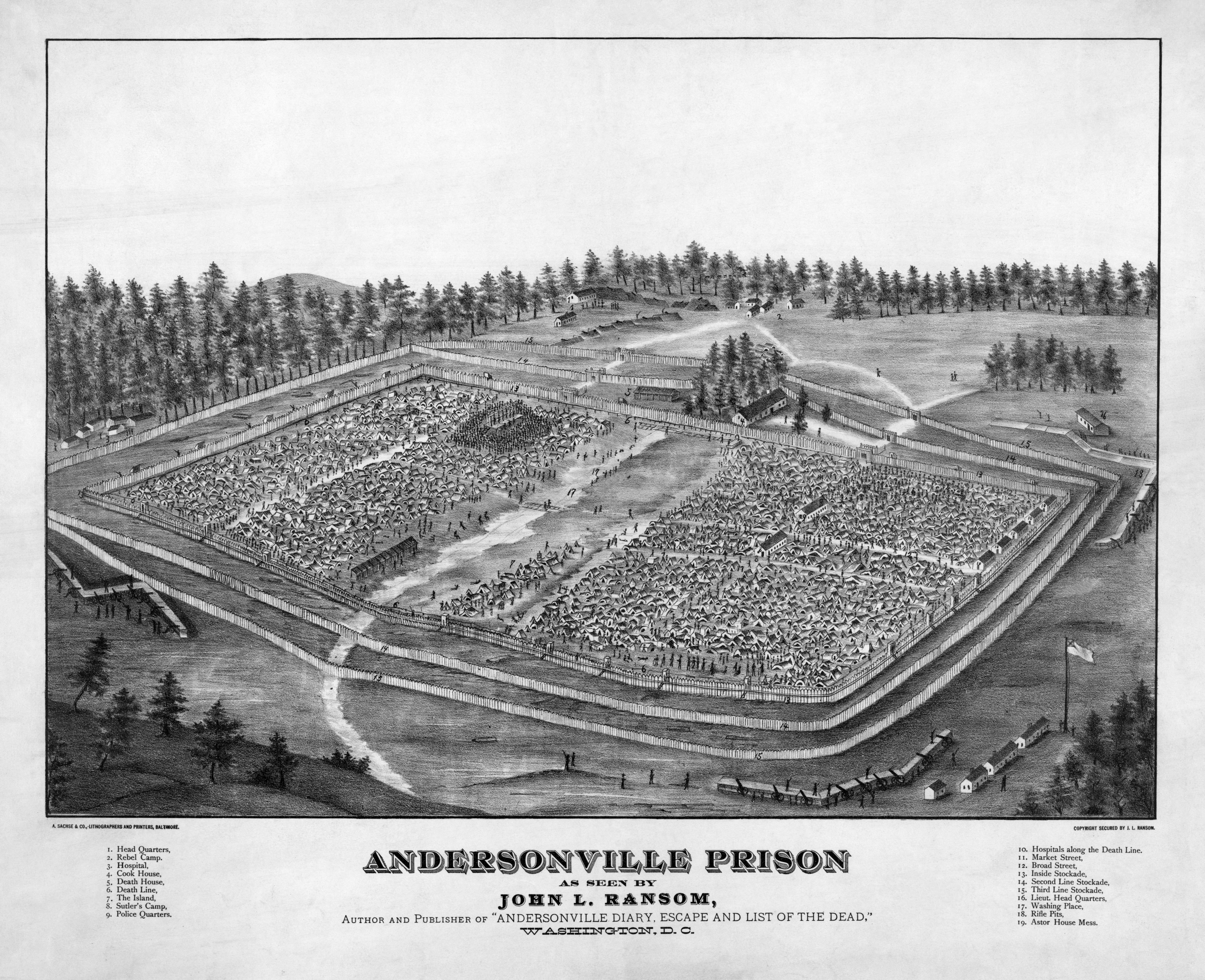
Dibujo de la época que muestra la extensión del campo de Andersonville.
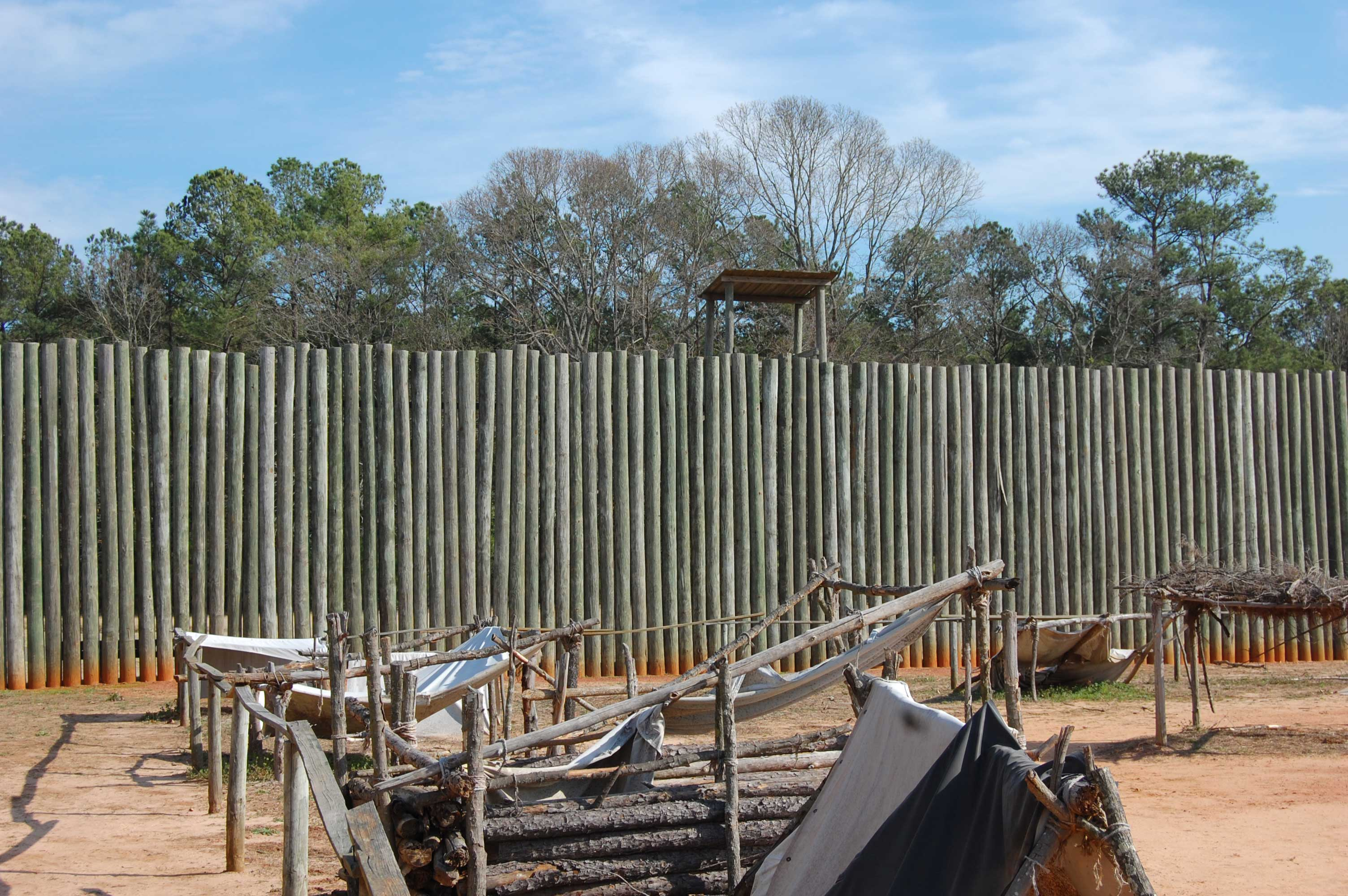
Muro del campo de concentración.